# Alan Prescott
Pas d'image ? Cliquez ici

a Compétitions nationales et continentales officielles uniquement.

b Matchs officiels uniquement.
Alan Prescott, né le 17 juin 1927 à Widnes et mort le 20 septembre 1998, est un ancien joueur et entraîneur de rugby à XIII anglais évoluant au poste de pilier dans les années 1940 et 1950. Après avoir débuté à Halifax, il rejoint alors St Helens RLFC où il y devient l'un des joueurs les plus influents du club. Il a été également international britannique. Il a été introduit au temple de la renommée du rugby à XIII. Après sa carrière sportive, il entraîne durant trois saisons St Helens RLFC.

## Palmarès

### En tant que joueur
- Collectif :
  - Vainqueur de la Coupe d'Europe des nations : 1954 (Angleterre).
  - Vainqueur du Championnat d'Angleterre : 1959 (St Helens).
  - Vainqueur de la Challenge Cup : 1956 (St Helens).
  - Finaliste de la Coupe du monde : 1957 (Grande-Bretagne).
  - Finaliste de la Coupe d'Europe des nations : 1952 (Angleterre).
  - Finaliste de la Challenge Cup : 1949 (Halifax) et 1953 (St Helens).

- Individuel :
  - Élu meilleur joueur de la finale de la Challenge Cup : 1956 (St Helens).

### En tant qu'entraîneur
- Collectif :
  - Vainqueur de la Challenge Cup : 1961 (St Helens).